# Nerocila serra
Nerocila serra es una especie de crustáceo isópodo marino del género Nerocila, familia Cymothoidae. Fue descrita científicamente por Schioedte & Meinert en 1881.

## Distribución
Esta especie se encuentra en Australia, India, Indonesia, océano Índico, Santa Lucía y la parte central del Indo-Pacífico.